# Елеанор Френсіс Гелін
Елеанор Френсіс «Гло» Гелін (англ. Eleanor Francis "Glo" Helin, 19 листопада 1932 — 25 січня 2009) — американська астроном, першовідкривачка багатьох комет і астероїдів, яка працювала в Паломарській обсерваторії, а також була головною дослідницею проєкту NEAT Лабораторії реактивного руху з пошуку навколоземних об'єктів.

## Життєпис
У період з 1973 по 1995 рік вона виявила 894 астероїди (525 самостійно, а решту — спільно з іншими американськими астрономами). Серед відкритих нею малих планет було два астероїди з групи Атона, вісім астероїдів з групи Аполлона і групи Амура, три троянські астероїди Юпітера.
На початку 80-х організувала власну астрономічну службу INAS, яка була покликана розширити охоплення небесної сфери для спостереження за  об'єктами й стимулювати спостереження за астероїдами в усьому світі. Служба була відзначена нагородою НАСА.
На знак визнання її заслуг один з астероїдів було названо на її честь — (3267) Гло.